# Wikipedia Review
Wikipedia Review je anglickojazyčné internetové fórum, které je zaměřeno na diskutování o projektech nadace Wikimedia, a to hlavně obsahu a sporech na anglické Wikipedii. Existuje od listopadu 2005 a má již přes 300 000 příspěvků. Bylo založeno v listopadu 2005 Igorem Alexanderem na ProBoards. Dne 19. února 2006 se fórum přesunulo na vlastní doménu pomocí softwaru Invision Power Board.